# 요시에촌
요시에촌(吉江村)은 도야마현 니시토나미군에 있던 촌이다.

## 역사
- 1889년 4월 1일 - 정촌제 시행에 의해  도나미군 요시에촌이 성립하였다.
- 1896년 4월 1일 - 군 개편에 의해 도나미군이 분할해 니시토나미군이 성립에 의해 니시토나미군에 속하게 되었다.
- 1952년 5월 1일 - 히가시토나미군 기타야마다촌, 야마다촌, 니시토나미군 후쿠미쓰정·이시구로촌·히로세촌·히로세타치촌·후토미야마촌·히가시후토미촌과 합병해 난토정이 되었다.

## 참고문헌
- 『市町村名変遷辞典』東京堂出版、1990年。